# .er
.er е интернет домейн от първо ниво за Еритрея. Администриран е от EriTel. Представен е през 1996 г.

## Домейни от второ ниво
- com.er
- edu.er
- gov.er
- mil.er
- net.er
- org.er
- rochest.er
- w.er